# Rainer Buchwald
Rainer Buchwald ist ein deutscher Biologe und Professor für Vegetationskunde und Naturschutz an der Universität Oldenburg.

## Laufbahn
Der Sohn des Landschaftsökologen Konrad Buchwald studierte an der Universität Freiburg Biologie und Chemie für das höhere Lehramt. Nach dem Staatsexamen verfasste er eine biozönologische Dissertation zum Thema "Die Bedeutung der Vegetation für die Habitatbindung einiger Libellenarten der Quellmoore und Fliessgewässer" mit der er 1986 promoviert wurde. Danach war er Wissenschaftlicher Mitarbeiter und Hochschulassistent am Lehrstuhl für Geobotanik bei Otti Wilmanns. 1996 habilitierte er sich im Fachgebiet Geobotanik. 1997 erhielt er den Ruf auf eine Professur am Institut für Naturschutz und Umweltbildung an der Hochschule Vechta.
Im Jahr 2006 wechselte er an das Institut für Biologie und Umweltwissenschaften der Universität Oldenburg, wo er bis heute wirkt.
Als ausgewiesener Libellenkenner war Buchwald von 1996 bis 2000 Leiter des LIFE-Projekts der EU „Artenschutzprogramm für gefährdete Libellenarten in SW-Deutschland“. Zudem war er Gastprofessor an den Universitäten Camerino und Perugia.

## Forschungsschwerpunkte
Buchwalds forscht insbesondere zu Vegetationsökologie, Tier-Pflanzen-Beziehungen, Restitutionsökologie sowie angewandtem Naturschutz. Themen sind unter anderem die endozoochore Ausbreitung von Pflanzen durch Nutztiere, die Erforschung von Fledermaus-Populationen in naturnahen Wäldern und an Stillgewässern oder des Vorkommens von Amphibien- und Libellenarten in Kompensationsgewässern.
Unter anderem hat er auch ein Projekt betreut, bei dem Möglichkeiten zur Qualitäts- und Effizienzsteigerung bei dezentralen mobilen Geräten und zentralen GIS-Anwendungen für die Artenerfassung im Gelände untersucht wurden. Ein wesentlicher Aspekt dabei war, diese Geräte und deren Anwendung auch für ehrenamtlich tätige Mitarbeiter zu optimieren und somit attraktiver zu machen.
Mit dem Projekt ARDINI haben Buchwald und seine Partner ein Erfassungssystem entwickelt, das die drahtlose Übertragung von Meldedaten direkt aus dem Gelände unter Nutzung der Mobilfunktechnologie ermöglicht.